# سريناث براهلاد
سريناث براهلاد مواليد 8 يناير 1973 في الهند، هو لاعب كرة مضرب هندي بدأ مسيرته كمحترف سنة 1997. أعلى تصنيف له في الفردي كان المركز الـ 310 في سنة 1999. أعلى تصنيف له في الزوجي كان المركز الـ 223 في سنة 2000.

## روابط خارجية
- سريناث براهلاد على موقع رابطة محترفي التنس (الإنجليزية)
- سريناث براهلاد على موقع الاتحاد الدولي لكرة المضرب (الإنجليزية)
- سريناث براهلاد على موقع خلاصة التنس.كوم (الإنجليزية)